# Galerie communale d'Art moderne (Rome)
La galerie communale d'Art moderne de Rome (en italien : Galleria Comunale d'Arte Moderna di Roma Capitale) est située 27 Via Francesco Crispi à Rome, en Italie. Il s'agit d'un musée d'art moderne et contemporain appartenant à la ville de Rome. Le bâtiment est un ancien monastère carmélite datant du XVIIe siècle, à proximité de l'église de San Giuseppe a le Case Capo (it).

## Histoire
La collection du musée remonte à l'achat, par la commune de Rome, des œuvres de l'Exposition internationale des beaux-arts de 1883 afin de "documenter le milieu artistique romain". Le musée se situait alors au Palais Vidoni Caffarelli sur le Capitole.
Le musée est officiellement constitué en 1925. Il est rebaptisé "Galleria Mussolini" en 1931, fermé en 1938 et rouvert en 1949. En 1995, il déménage dans les locaux actuels. Il est fermé pour être restauré en 2003 et rouvre ses portes en 2011. En 2014, une extension de la galerie est créée entre la via Francesco Crispi et la via Zucchelli sur le terrain d'une déchèterie municipale.

## Collections
La galerie contient plus de 3 000 sculptures, peintures et dessins, de la fin du XIXe , début du XXe siècle, d'artistes tels que Giacomo Balla, Carlo Carrà, Arturo Dazzi (it), Giorgio de Chirico, Renato Guttuso, Giacomo Manzù et Giorgio Morandi.

## Galerie

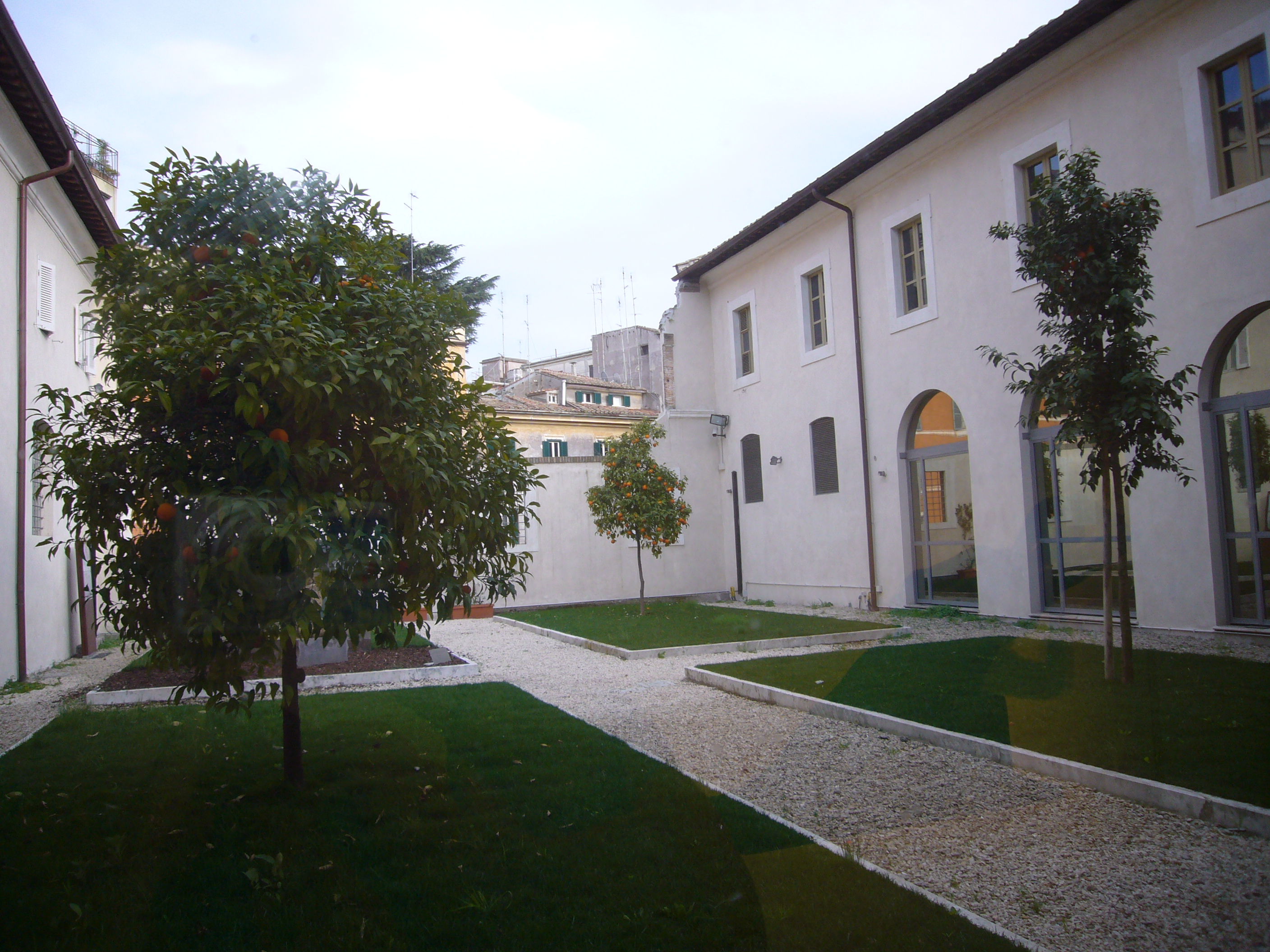
Cour de la galerie
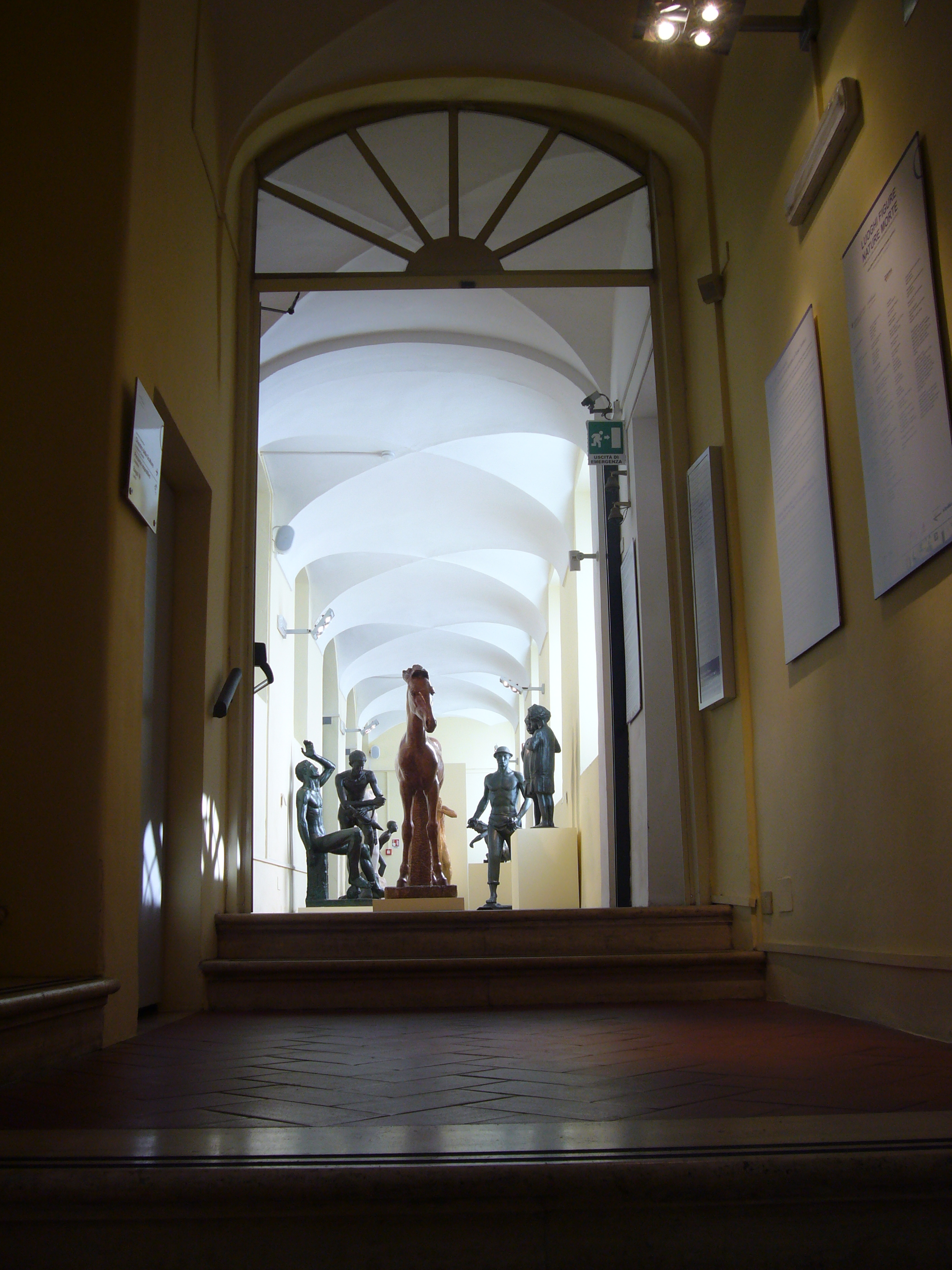
Vue d'accès à la galerie
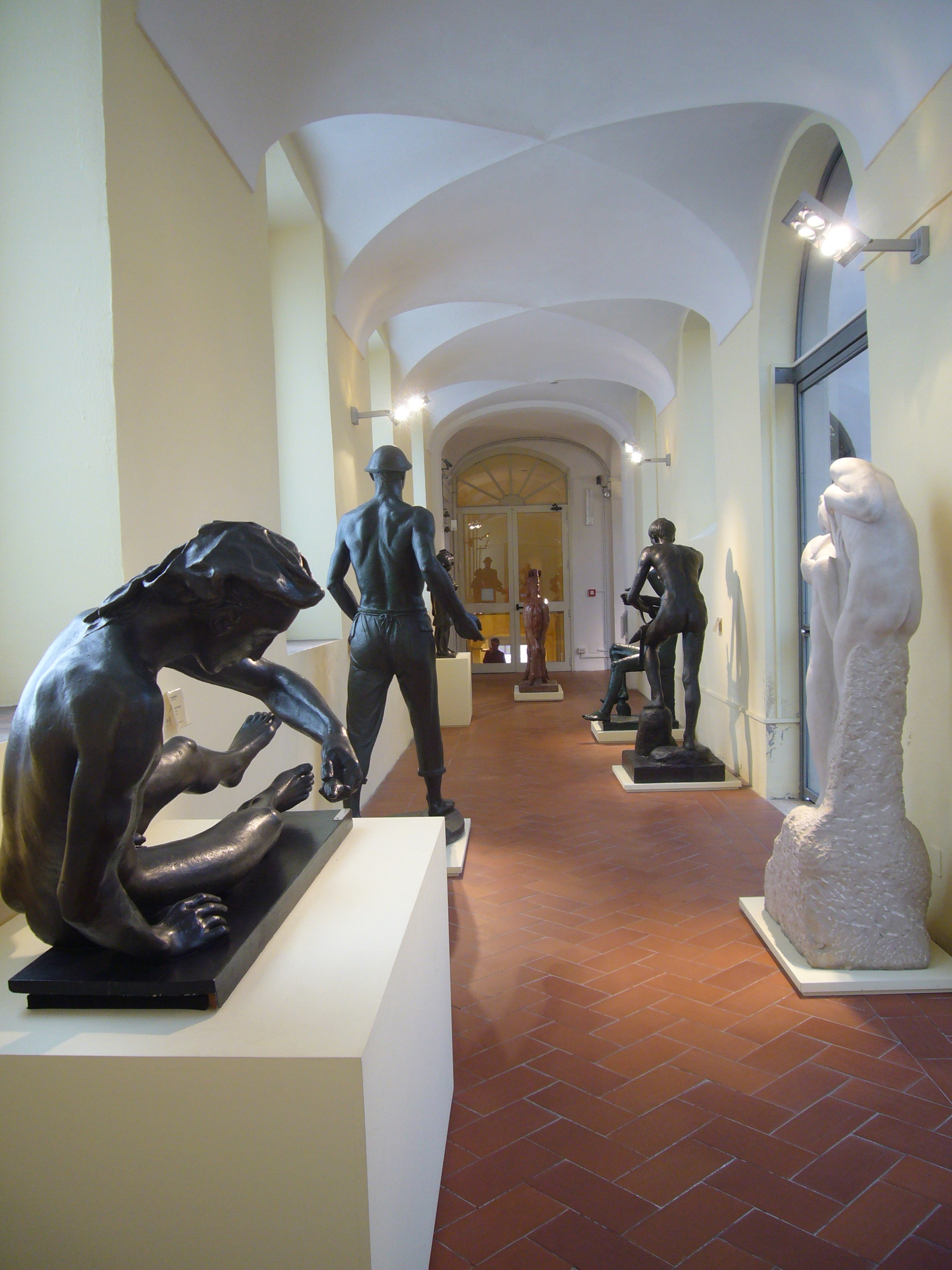
Galerie des sculptures

## Source de la traduction
- (en) Cet article est partiellement ou en totalité issu de l’article de Wikipédia en anglais intitulé « Galleria Comunale d'Arte Moderna, Rome » (voir la liste des auteurs).